# 奧布雷岡 (加利福尼亞州)
奧布雷岡（英語：Obregon）是位於美國加利福尼亞州因皮里爾縣的一個非建制地區。該地的面積和人口皆未知。

## 地理
奧布雷岡的座標為32°51′19″N 114°47′21″W / 32.85528°N 114.78917°W，而該地的平均海拔高度為202米（即663英尺）。